# Platychelus gravidus
Platychelus gravidus är en skalbaggsart som beskrevs av Hermann Burmeister 1844. Platychelus gravidus ingår i släktet Platychelus och familjen Melolonthidae. Inga underarter finns listade i Catalogue of Life.